# Morti nel 1972/Dicembre
| Questa pagina contiene informazioni ricavate automaticamente dalle voci biografiche con l'ausilio del template Bio e di un bot. L'aggiornamento è periodico e automatico e ricostruisce completamente la pagina. Se manca una persona in questa lista, sei pregato di non aggiungerla, ma accertati piuttosto che la sua voce biografica contenga il template Bio e che i dati anagrafici siano correttamente compilati. Se il template Bio manca, inseriscilo tu stesso o, in alternativa, metti l'avviso {{tmp\|Bio}} che ne segnala la mancanza. Se i dati riportati sono sbagliati, correggi direttamente la voce biografica; le modifiche saranno visibili in questa lista entro pochi giorni. Per chiarimenti vedi il progetto biografie. La lista contiene solo le 98 persone che sono citate nell'enciclopedia e per le quali è stato implementato correttamente il template Bio. Pagina aggiornata al 3 mar 2024. |

- 1º dicembre - Pippo Oriani, pittore italiano (n. 1909)
- 1º dicembre - Bruna Pellesi, religiosa italiana (n. 1917)
- 1º dicembre - Antonio Segni, politico italiano (n. 1891)
- 2 dicembre - Ettore Bastico, generale italiano (n. 1876)
- 2 dicembre - Danio Bolognini, vescovo cattolico italiano (n. 1901)
- 2 dicembre - José Limón, danzatore e coreografo messicano (n. 1908)
- 2 dicembre - Wassili Luckhardt, architetto tedesco (n. 1889)
- 2 dicembre - Yip Man, insegnante cinese (n. 1893)
- 3 dicembre - Erwin Bowien, pittore e poeta tedesco (n. 1899)
- 3 dicembre - Friedrich Christiansen, aviatore e militare tedesco (n. 1879)
- 4 dicembre - Leo Garavaglia, attore italiano (n. 1896)
- 4 dicembre - Cynthia Hamilton, nobildonna britannica (n. 1897)
- 4 dicembre - Pietro Mannelli, generale italiano (n. 1896)
- 4 dicembre - Johan Rühl, pallanuotista olandese (n. 1885)
- 5 dicembre - Kenny Dorham, trombettista, cantante e compositore statunitense (n. 1924)
- 6 dicembre - Maria Bartolotti, partigiana italiana (n. 1923)
- 6 dicembre - Enrico Gualazzi, calciatore italiano (n. 1925)
- 6 dicembre - James Yimm Lee, artista marziale statunitense (n. 1920)
- 6 dicembre - Janet Munro, attrice britannica (n. 1934)
- 7 dicembre - Kārlis Balodis, calciatore lettone (n. 1905)
- 7 dicembre - Benn Wolfe Levy, commediografo, sceneggiatore e politico britannico (n. 1900)
- 7 dicembre - Humberto Mariles, cavaliere messicano (n. 1913)
- 8 dicembre - Emerico Biach, nuotatore italiano (n. 1893)
- 8 dicembre - William Dieterle, regista e attore tedesco (n. 1893)
- 8 dicembre - Duilio Setti, calciatore italiano (n. 1912)
- 9 dicembre - Antonino Catarella, vescovo cattolico italiano (n. 1889)
- 9 dicembre - Emil Otto Hoppé, fotografo tedesco (n. 1878)
- 9 dicembre - Jaap Mol, calciatore olandese (n. 1912)
- 9 dicembre - Louella Parsons, giornalista e scrittrice statunitense (n. 1881)
- 10 dicembre - Mark Van Doren, poeta e critico letterario statunitense (n. 1894)
- 10 dicembre - Béla Károly, calciatore e allenatore di calcio ungherese (n. 1893)
- 10 dicembre - Semën Isaakovič Kirsanov, poeta russo (n. 1906)
- 10 dicembre - Edward Neville Syfret, ammiraglio britannico (n. 1889)
- 11 dicembre - Nicola Cariota Ferrara, politico e avvocato italiano (n. 1907)
- 11 dicembre - George Martin, calciatore e allenatore di calcio scozzese (n. 1899)
- 13 dicembre - Ettore Conti di Verampio, ingegnere, politico e imprenditore italiano (n. 1871)
- 13 dicembre - Bruno Fallaci, giornalista italiano (n. 1893)
- 13 dicembre - L. P. Hartley, scrittore inglese (n. 1895)
- 13 dicembre - René Mayer, politico francese (n. 1895)
- 14 dicembre - Costante Coter, scultore e pittore italiano (n. 1899)
- 14 dicembre - Giuseppe Oltrasi, compositore, organista e direttore d'orchestra italiano (n. 1887)
- 15 dicembre - François Bourbotte, calciatore francese (n. 1913)
- 15 dicembre - Donata Doni, poetessa italiana (n. 1913)
- 15 dicembre - Edward Earle, attore canadese (n. 1882)
- 15 dicembre - Luba Lisa, attrice, cantante e ballerina statunitense (n. 1941)
- 16 dicembre - Santo Calì, poeta, scrittore e enigmista italiano (n. 1918)
- 16 dicembre - Ferdinand Čatloš, generale e politico slovacco (n. 1895)
- 16 dicembre - Aimone Landi, ciclista su strada italiano (n. 1913)
- 16 dicembre - Peder Marcussen, ginnasta danese (n. 1894)
- 17 dicembre - Friedrich Boßhammer, giurista e militare tedesco (n. 1906)
- 17 dicembre - Giovanni Balilla Magistri, pittore italiano (n. 1909)
- 17 dicembre - Alberto Spadolini, danzatore, attore e pittore italiano (n. 1907)
- 17 dicembre - Doreen Warriner, economista britannica (n. 1904)
- 18 dicembre - Augusto Camerini, pittore, illustratore e regista italiano (n. 1894)
- 18 dicembre - Attilio Giordani, educatore italiano (n. 1913)
- 18 dicembre - Neilia Hunter Biden, insegnante statunitense (n. 1942)
- 18 dicembre - Hubert Rohracher, psicologo austriaco (n. 1903)
- 18 dicembre - Francesco Rossi, vescovo cattolico italiano (n. 1903)
- 18 dicembre - Franz Suchomel, militare tedesco (n. 1907)
- 18 dicembre - Fermín Uriarte, calciatore uruguaiano (n. 1902)
- 19 dicembre - Jacques Deval, commediografo, regista e scrittore francese (n. 1890)
- 19 dicembre - Italia Marchesini, attrice italiana (n. 1896)
- 20 dicembre - Günter Eich, poeta e drammaturgo tedesco (n. 1907)
- 20 dicembre - Gabby Hartnett, giocatore di baseball e allenatore di baseball statunitense (n. 1900)
- 20 dicembre - Karel Kaers, ciclista su strada e pistard belga (n. 1914)
- 20 dicembre - Gene Lalley, cestista statunitense (n. 1922)
- 20 dicembre - Aldo Pedrazzi, calciatore italiano (n. 1901)
- 20 dicembre - Roberto Zamarin, fumettista e disegnatore italiano (n. 1940)
- 21 dicembre - Hugh Edwards, canottiere britannico (n. 1906)
- 21 dicembre - Paul Hausser, generale tedesco (n. 1880)
- 21 dicembre - Alessandro Spagna, politico italiano (n. 1890)
- 22 dicembre - André Devauchelle, ciclista su strada francese (n. 1904)
- 22 dicembre - Giorgio Piccardi, chimico italiano (n. 1895)
- 22 dicembre - Giovanni Reggio, velista italiano (n. 1888)
- 23 dicembre - Mickey Coll, cestista portoricano (n. 1951)
- 23 dicembre - Jimmy Dimmock, calciatore inglese (n. 1900)
- 23 dicembre - Abraham Joshua Heschel, rabbino e filosofo polacco (n. 1907)
- 23 dicembre - Andrej Nikolaevič Tupolev, ingegnere aeronautico sovietico (n. 1888)
- 24 dicembre - Charles Atlas, culturista italiano (n. 1892)
- 24 dicembre - Bill Lloyd, cestista statunitense (n. 1915)
- 24 dicembre - Gisela M. A. Richter, archeologa e storica dell'arte britannica (n. 1882)
- 25 dicembre - Chakravarthi Rajagopalachari, politico indiano (n. 1878)
- 26 dicembre - Giuseppe Salvatore Bellusci, politico italiano (n. 1888)
- 26 dicembre - Sonia Greene, scrittrice e editrice statunitense (n. 1883)
- 26 dicembre - Harry S. Truman, politico e militare statunitense (n. 1884)
- 27 dicembre - Giuseppe Antonio Bottaro, politico italiano (n. 1933)
- 27 dicembre - Béla Dömötör, calciatore ungherese (n. 1903)
- 27 dicembre - Rocco Gullo, avvocato e politico italiano (n. 1899)
- 27 dicembre - Petter Martinsen, ginnasta norvegese (n. 1887)
- 27 dicembre - Guido Messeri, ciclista su strada italiano (n. 1898)
- 27 dicembre - Lester Pearson, politico canadese (n. 1897)
- 27 dicembre - Kōzō Saeki, regista e sceneggiatore giapponese (n. 1912)
- 28 dicembre - Gabriele Criscuoli, politico e medico italiano (n. 1912)
- 28 dicembre - William Roy Lyman, giocatore di football americano statunitense (n. 1898)
- 28 dicembre - Renata Marini, attrice e doppiatrice italiana (n. 1904)
- 29 dicembre - Joseph Cornell, artista statunitense (n. 1903)
- 29 dicembre - Martino Veduti, militare italiano (n. 1894)
- 31 dicembre - Roberto Clemente, giocatore di baseball portoricano (n. 1934)